# 50-Laute-Tafel
Die 50-Laute-Tafel (jap. 五十音図 Gojū onzu) ist eine systematische Zusammenstellung der Grundlaute der japanischen Silbenschriften (genauer: Morenschriften) Hiragana und Katakana, die eigentlich nur aus 46 Zeichen (in den Jahren 1900 bis 1945 aus 48 Zeichen, vor 1900 aus 47 Zeichen) besteht. Das System wurde um das Jahr 1000 entwickelt.
Die Zeilen werden mit gyō (行) bezeichnet. Ka-gyō steht also für die Reihe ka, ki, ku, ke, ko.
Die Spalten werden mit dan (段) bezeichnet. U-dan steht also für die Reihe u, ku, su, tsu, nu, fu, mu, yu, ru.
Außerhalb der Zeilen und Spalten der eigentlichen 50-Laute-Tafel steht der Silbenauslaut n, der seit 1900 mit einem eigenen Zeichen geschrieben wird; vorher wurde für diesen Laut das Zeichen für mu geschrieben. Im Jahre 1945 wurden die Zeichen für wi und we, die bereits seit längerem in der Aussprache den Zeichen für i und e glichen, entfernt und durch letztere ersetzt. Das Zeichen für wo wurde, obwohl es ebenfalls inzwischen als o ausgesprochen wurde, in seiner häufigen grammatischen Funktion als Partikel des direkten Objekts beibehalten, da dies als leichter lesbar empfunden wurde; ansonsten wurde es aber durch o ersetzt.
Die 46 Grundzeichen bilden die sogenannten geraden Laute (直音 choku-on; z. B. は ha, ひ hi, ほ ho). Mit dem diakritischen Zeichen dakuten (濁点) oder nigori, zwei kleinen Strichen, werden 20 weitere Silben, die sogenannten getrübten Laute (濁音 daku-on; z. B. ば ba, び bi, ぼ bo) geschrieben. Mit dem diakritischen Zeichen handaku-ten (半濁点), einem kleinen Kreis, kommen fünf halbgetrübte Laute (半濁音 handaku-on; z. B. ぱ pa, ぴ pi, ぽ po) hinzu.
Durch Kombination der choku-on mit Zeichen aus der y-Reihe entstehen die 21 gebrochenen Laute (拗音 yō-on), die wiederum getrübt werden können, wodurch weitere 15 Laute hinzukommen.
Die seit 1945 nicht mehr üblichen Zeichen sind in der folgenden Tabelle in runde Klammern gesetzt. Die eingeklammerten (w) zeigen an, dass dort früher ein Laut ähnlich dem englischen w gesprochen wurde, im heutigen Japanisch aber nicht mehr.
| – | a  | i    | u   | e    | o    | あ | い   | う | え   | お | ア | イ   | ウ | エ   | オ |
| K | ka | ki   | ku  | ke   | ko   | か | き   | く | け   | こ | カ | キ   | ク | ケ   | コ |
| S | sa | shi  | su  | se   | so   | さ | し   | す | せ   | そ | サ | シ   | ス | セ   | ソ |
| T | ta | chi  | tsu | te   | to   | た | ち   | つ | て   | と | タ | チ   | ツ | テ   | ト |
| N | na | ni   | nu  | ne   | no   | な | に   | ぬ | ね   | の | ナ | ニ   | ヌ | ネ   | ノ |
| H | ha | hi   | fu  | he   | ho   | は | ひ   | ふ | へ   | ほ | ハ | ヒ   | フ | ヘ   | ホ |
| M | ma | mi   | mu  | me   | mo   | ま | み   | む | め   | も | マ | ミ   | ム | メ   | モ |
| Y | ya |      | yu  |      | yo   | や |      | ゆ |      | よ | ヤ |      | ユ |      | ヨ |
| R | ra | ri   | ru  | re   | ro   | ら | り   | る | れ   | ろ | ラ | リ   | ル | レ   | ロ |
| W | wa | (w)i |     | (w)e | (w)o | わ | (ゐ) |    | (ゑ) | を | ワ | (ヰ) |    | (ヱ) | ヲ |
| n | n  | n    | n   | n    | n    | ん | ん   | ん | ん   | ん | ン | ン   | ン | ン   | ン |

## Eselsbrücken
Zum Einprägen der Reihenfolge im Gojuon gibt es einige Eselsbrücken:
auf Englisch:
Ah, Kana Symbols: Take Note How Many You Read Well.
und
Kana Signs, Think Now How Much You Really Want (to learn them).
sowie
A Kind Samurai Told Naomi How My Yak Ran Wild.
auf Deutsch:
Alle Kinder Staunen: Thomas’ Neue Hundert-Meter-Yacht Rostet Wieder!
mit Vokalen: 
Alle Kinder Staunen: Theresas Noble Hundert-Meter-Yacht Rostet Wieder!
Sprachen gemischt (sinnfrei, aber dafür kurz. Nur die Konsonanten beachten!):
Kastenheim, you’re won.